# Phelsuma serraticauda
Phelsuma serraticauda Mertens, 1963 è un piccolo sauro della famiglia Gekkonidae, endemico del Madagascar.

## Distribuzione e habitat
Questa specie ha un areale molto frammentato che si estende sul versante nord-orientale del Madagascar, dalla penisola di Masoala sino a Toamasina.
Il suo microhabitat preferito sono le palme da cocco (Cocos nucifera) che crescono a bassa quota, sulle spiagge o lungo le strade costiere.

## Conservazione
La IUCN Red List classifica P. serraticauda come specie in pericolo di estinzione (Endangered).
La specie è inserita nella Appendice II della Convention on International Trade of Endangered Species (CITES).